# حاييم فرحي
حاييم فرحي (بالعبرية: חיים פרחי) ويلقب بحاييم (المعلم)، (ولد في 21 أغسطس 1820 _ توفي سنة 1760) كان المستشار للمحافظ في منطقة الجليل في العهد الامبراطورية العثمانية، وعند اليهود كان معروف بلقب حاييم الحكيم بسبب تعليمه للتلمود.
كان حاييم فرحي رئيس المستشارين لاحمد الجزار في عكا والذي تسبب باذيته واصابته بالعمى وقد تم اغتياله عام 1820، فقد قام الموكل بحماية حاييم عبد الله باشا بالتحريض على قتل حيم، لقد كان وزير الاقتصاد انذاك والحاكم الفعلي على عكا وبعد اغتياله قام عبد الله باشا برمي جثمانه بالبحر ومصادرة ممتلكاته، بعد ذلك قام اخوة حاييم الذين يقيمون بدمشق بمحاصرة عبد الله باشا والانتقام منه.

## الخلفية التاريخية
```
بعد الاحتلال العثماني لبلاد الشام من 
المماليك
 أصبحت الجليل جزء من الامبراطورية في 1516 وقد تم السيطرة على مساحات شاسعة من 
تركيا
 
واسيا
 
وشمال افريقيا
 
وجنوب شرق أوروبا
 وكانت تقريبا تدار بحكام محليين وبالاخص بلاد الشام فقذ تم تقسيمها لمراكز قوى مستبدة عديدة.
[
1
]
```

كان من المفترض أن يكون الحكم على «سنجق عكا» (شمال إسرائيل حاليًا تقريبًا) مسمتدا من سلطة والي ولاية دمشق وقام زهير العمرو(و هو قائد قوي) في القرن الثامن عشر بقطع العلاقات مع الامبراطورية وبدأ اصلاحات في البنى التحتية كاصلاح الشوارع وتعزيز الأمن وتشجيع التجار المسيحين واليهود بالعيش بالمنطقة لتنشيط حركة التجارة.
```
وبعد توقيع 
معاهدة كيتشوك كاينارجي
 مع روسيا في 12 تموز 1774 سعى السلطان 
عبد الحميد الأول
 لتأكيد السيادة التركية عن طريق الهجوم على ظاهر واغلاق ميناء عكا وثارت قواته عليه وقامت بقتله وفي عام 1775 تولى الضابط التركي 
المملوكي
 
احمد الجزار
 
البوسني
 القيادة واستطاع الترك ان يسترجع سيطرته على الجزء الشمالي من المنطقة.
```

شجع زاهر العمرو على إعادة توطين اليهود ودعا شخصياً حايم بن يعقوب أبو العافية من أزمير للاستقرار في الجليل، عاد الحاخام والذي ولد في الخليل وبعدها أصبح جزء من متصرفية القدس (المنطقة أو المحافظة) وتم استقباله بحرارة من قبل زهير، واقام في طبريا والتي كانت مرممة بعدما تدمرت، وقام اليهود بعدها ببناء معبد كبير لهم واقامة الطرق والشوارع وقاموا بتاسيس مستوطنات زراعية في البقيع وشفاعمرو وكفر ياسين واستمر هذه الحال في ظل وجود احمد الجزار.
```
وجود سلطة محلية قوية فرض القانون ومنع 
اللصوصية البدوية
 على الطرق، لقد كان من أكثر اهلية وتسامح فقد ساد العدل على المسلمين والمسيحين واليهود على حد سواء. وقد كانت هذه الحالة راهنة في عهد 
زاهر
 والجزار وقد قاموا أيضا بتحويل الجليل لمنطقة جاذبة 

للعرب
 في 
سوريا
، 
لبنان
 واليهود من الشرق والغرب.
[
2
]
```

## حاييم كمستشار للجزار

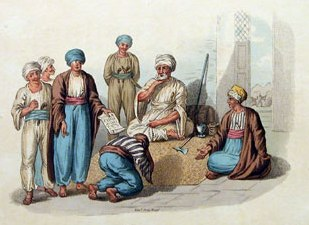
"Jezzar Pacha Condemning a Criminal", Farhi is pictured standing with paper in hand.

ولد حاييم في عائلة يهودية عريقة ومرموقة في دمشق، قام والده بانشاء أعمال بنكية والتي ازدهرت في المنطقة لدرجة السيطرة على اقتصاد سوريا والبنوك والتجارة مع الدول الاجنبية لقرابة القرن.، عمل فرحي مع افراد عائلتة كوكيل مالي
```
[
4
]
```

```
ومن المحتمل انهم حالو بين السلطة والمجتمع اليهودي محاولة لتخفيف عبئ الضريبة عليهم في 
صفد
، خلف فرحي والده كمصرفي يعمل لصالح حاكم دمشق فقد تاثر بشكل كبير بنظام الحكومة التركية حيث أصبح مستشار حاكم عكا 
أحمد الجزار
 ومن الممكن ان السبب وراء ذلك أيضا انه قام بمؤامرات ضد المستشار والتاجر المسيحي الاسبق ميخائيل صقروج والتي ادت لاعدامه.
[
5
]
```

كان الجزار حاكم حاكم عنيف وقاسي فلقب «الجزار» يدل على ذلك فقد كان يقوم بهجوم وحشي وعنيف مهما كانت الذريعة، قام احمد الجزار باقتلاع عين حاييم فرحي وقطع أنفه وأذنه اليسرى،  (يظهر رسم توضيحي مشهور منذ ذلك الحين الجزار وهو جالس في الحكم أمام مستشاره وهو يرتدي رقعة عين).

## هزيمة نابليون

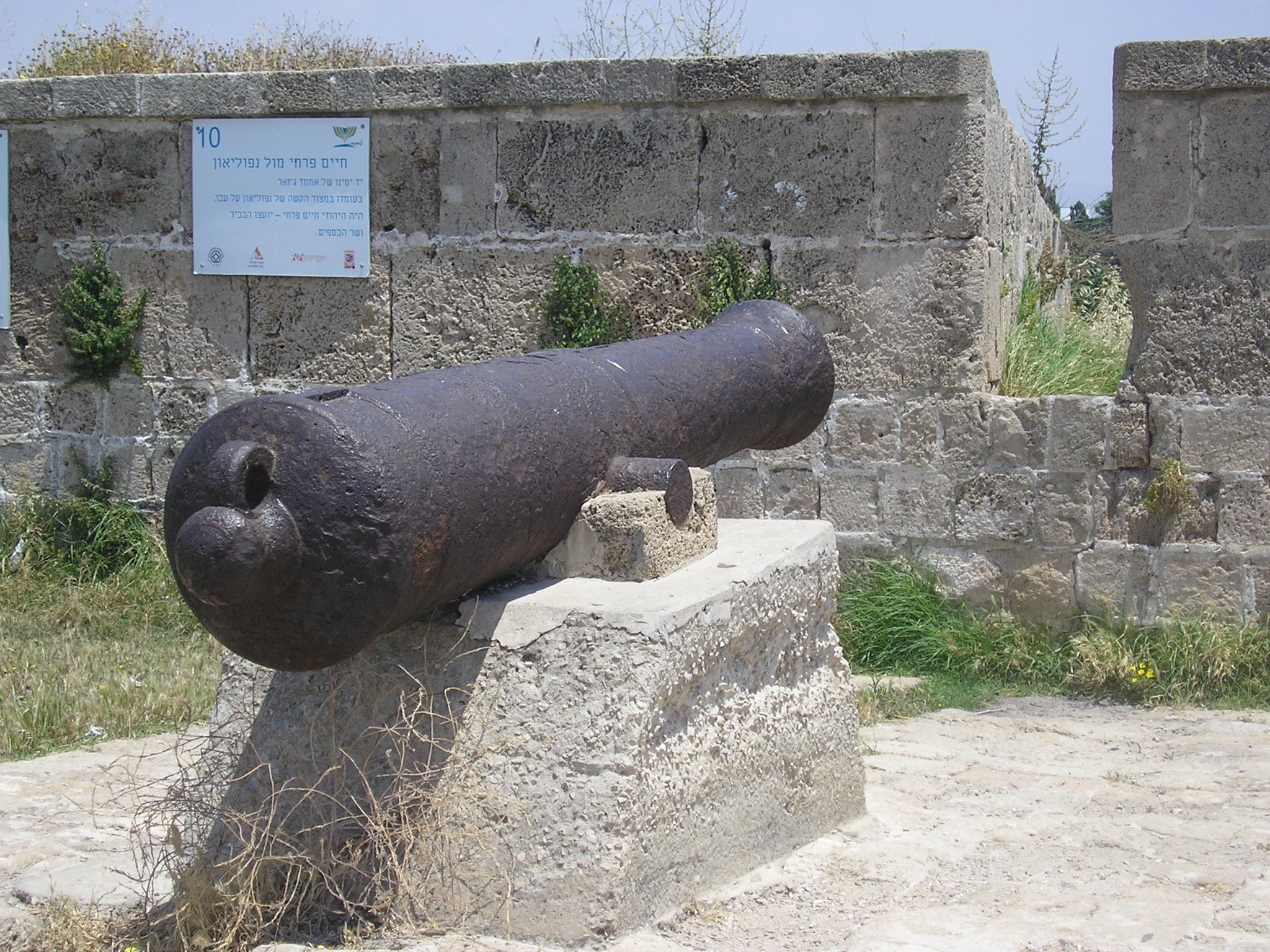
19th-century cannon, set in the wall of Acre near a sign commemorating Farhi. The Hebrew inscription on the sign reads: Farhi vs. Napoleon. Jezzar's right hand in resisting نابليون بونابرت harsh siege was the Jewish Haim Farhi, senior adviser and minister of finance

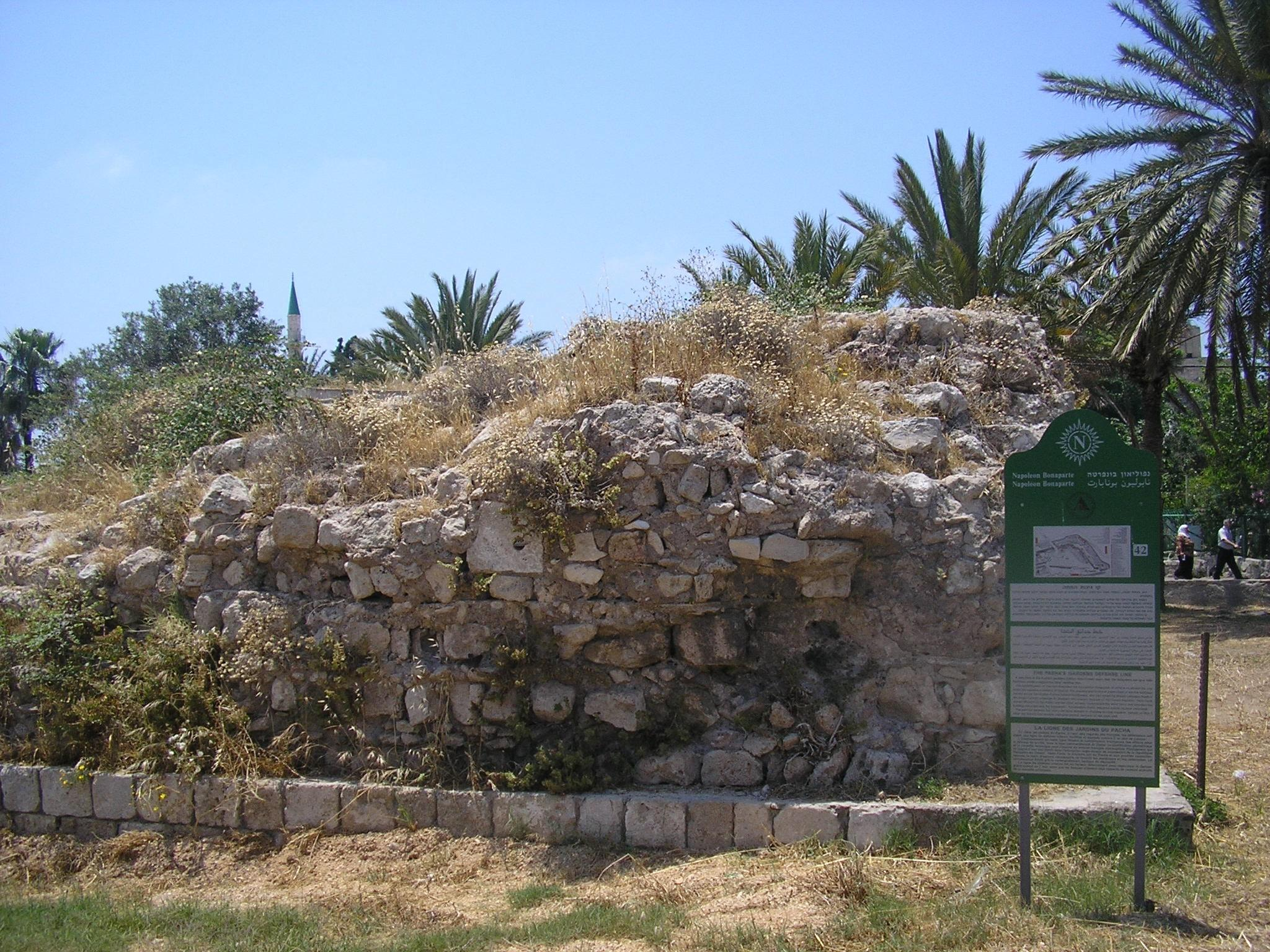
The remains of the internal fortification line erected by Farhi and De-Phelipoux within the walls of Acre, during Napoleon's siege, May 1799.

كانت محاولة الجنرال والإمبراطور المترقب لفرسنا في تلك الفترة نابليون بونابرت لغزو دمشق في عام 1799 أي في عهد احمد الجزار، وصل جيش نابليون إلى يافا من الجنوب وتم الاستيلاء عليها وذبح 2000 سجين تركي وذهب نحو الشمال بعدها واستولى على مرج ابن عامر وحيفا وحاصروا عكا، رفضت قوات مرج ابن عامر الاستسلام امام الحصار فقد استمروا بالصمود لمدة شهر ونصف، جاءت القوات البحرية البريطانية تحت قيادة سيدني سميث للدفاع عن المدينة، وانتقل خبير المدفقية أنطوان ديفيليبو من الأسطول واعاد نشر جنوده ضد مدافع قوات نابليون التي اعترضها البريطانيون من الفرنسيين في البحر.
ادى فرحي دور مهم بالدفاع عن المدينة قام بالاشراف على المعركة في حالة الحصار كونه مستشار الجزار والذي يعتبره يده اليمنى، قامت قوات الحصار خلال فترة الذروة الهجوم بعمل فتخة بالجداران، بعد معاناة لمحاولة فتح نقطة دخول بالجدار، وجد جنود نابليون، عند محاولتهم اختراق المدينة، أن فرحي وديفيليبوكس قاما، في غضون ذلك، ببناء جدار ثان أعمق حتى من الجدار الأول بعدة أقدام داخل المدينة حيث كانت حديقة الجزار، ادرك نابليون انهم لن ينجحوا بذالك فقاموا برفع الحصار وانسحبت قوات نابليون إلى مصر.
يعتقد البعض ان نابليون قال جملته التي تتضمن اعطاء اليهود فلسطين في حالة نجاحة باحتلالها كانت لكي يلفت انتباه فرحي لكي يكسب ولائه لفرنسا ويخون وظيفته عند الجزار لكن لم يُظهر نابليون أبدًا أي اهتمام خاص بالفوز على يهود سوريا العثمانية خلال حملته هناك، فقد ذكرت تقارير حملته الحربية عن وجود اشاعه كانت متداولة بين يهود سوريا تقول بان نابليون سيعيد بناء هيكل سليمان في القدس في فلسطين بعد ان يسيطر على عكا.

## مقتل حيم فرحي
بعد وفاة أحمد الجزار عام 1804 تولى المملوك سليمان باشا ليصبح الباشا التالي على عكا من بعده ويروي أحد الرحالة ان اليهود شهدوا حرية دينية تامة لم يشهدوها في عهد الجزار فقد تم تحريرهم من الغرامات الكبيرة والتي كان الجزار قد فرضها عليهم واقتصر دفعهم فقط لضريبة الخراج المعهود عليها من قبل  ، بقي حيم فرحي يعمل لديه كما كان يفعل والده من قبل واستمر حكم سليمان على المنطقة حتى وفاته 1819 واورث سلطته لابن فرحي عبد الله باشا ابن علي، وهو ابن يتيم ل بيك سابق توفى في عمر صغير، وتبناه فرحي رعاية ابنه من بعده، مع ذلك قام عبد الله بالتخلص من فرحي أو والده بالتبني عندما رفض الانصياع لاوامره خوفا على اليهود الاخرين بالمملكة.
أتهم فرحي بالخيانة وحاصره الجنود في بيته في عكا في21 من شهر أغسطس عام 1820، وتم القبض علية وخنقه حتى الموت وبعدها تم تفتيش منزله وصودرت مملكات العائلة ورمي جثمان فرحي بالبحر بعدما تم رفض طلب عائلته بدفنه، هربت العائلة لدمشق وتوفت زوجته خلال الرحلة فلم تتحمل التعب وكانو قد وصلوا صفد وقتها.
اجبر عبد الله اليهود في عكا وصفد على دفع كامل الضرائب الي تم اعفائهم منها عن طريق المساعي الحميدة التي قام بها فرحي خلال السنوات.
أثار مقتل فرحي ما أسماه مؤرخ حديث للمدينة «الأزمة الوجودية الأولى والخطيرة» لعكا.

## الانتقام
عندما وصلت اخبار مقتل فرحي دمشق، توعد اخوته موسى ورفئيل وسالمون بالانتقام ولهذا الهدف قاموا بتعيين ضابط تركي في في دمشق وحلب وكتبوا لرجل يهودي ذو تأثير وسلطة في القسطنطينية يدعى جلبي كامرونا بأن يطلب من السلطان اقامة العدل في هذه القضية واصدار الفرمان «أمر من السلطان» لتلك الغاية، حصل كارمونا من المفتي الأكبر للقسطنطينية شيخ الإسلام، السلطة الدينية العليا للإمبراطورية العثمانية، على الفرمان يطلب من حكام دمشق وحلب واثنين من الباشا أن يقدموا قواتهم إلى الإخوة الثلاثة في سعيهم للعدالة ضد عبد الله.
وصلت جيوش إخوته سنجق عكا في أبريل 1921، بدأوا بالسيطرة على الجليل وهزيمة الجيش الذي أرسله عبد الله للدفاع وقاموا بتعيين من يحكم المناطق التي يسيطرون عليها وتولي سلتطها بدلا من عبد الله باشا وعندما وصلو عكا قاموا بحصارها 14 شهر وخلال هذه الفترة تم تسميم الاخ الأكبر لفرحي (أو طعن حسب ما ذكر ببعض المصادر)من قبل جاسوس عبد الله، شعر الأخوة الباقين باليأس وانسحبت قواتهم لدمشق.

## ارثه التاريخي
ما زال قصر فرحي قائما إلى يومنا هذا لكن غير مسموح للسياح بالدخول ويوجد ميدان بالمنطقة القديمة من المدينة كتكريم لحيم فرحي